# Consultation interne au Parti communiste français pour l'élection présidentielle de 2007
 (septembre 2016).
Si vous disposez d'ouvrages ou d'articles de référence ou si vous connaissez des sites web de qualité traitant du thème abordé ici, merci de compléter l'article en donnant les références utiles à sa vérifiabilité et en les liant à la section « Notes et références ».
La consultation interne au Parti communiste français pour l'élection présidentielle de 2007 se déroule en décembre 2006 et vise à désigner, par un vote des militants communistes, le candidat du PCF à l'élection présidentielle de 2007.

## Contexte

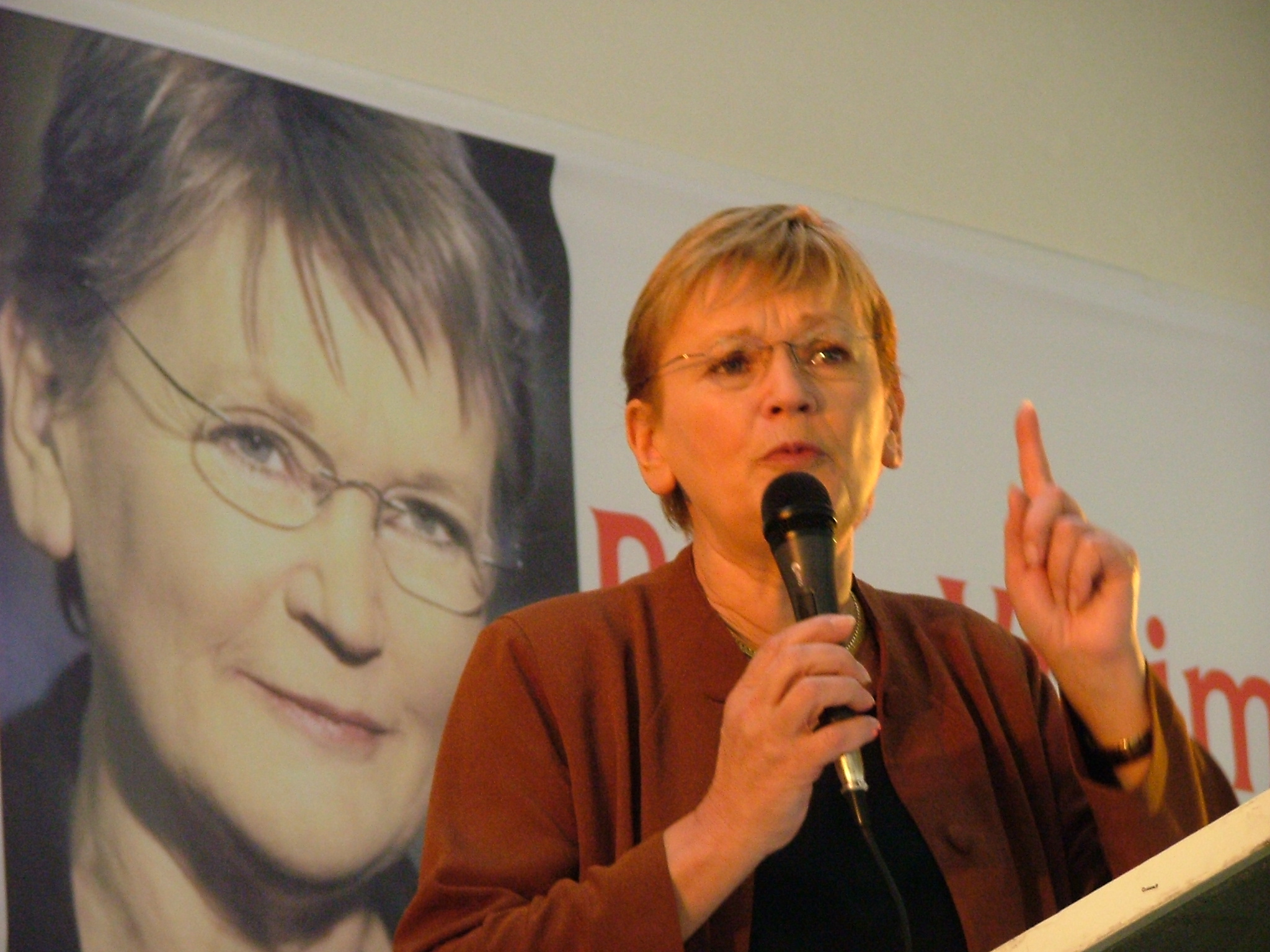
Marie-George Buffet lors d'un meeting à Aizenay, Vendée, en 2006.

En vue des élections présidentielle et législatives de 2007, Marie-George Buffet s'engage dans la démarche de rassemblement antilibéral opérée autour d'environ 700 collectifs locaux dans toute la France, et d'organisations et de personnalités impliquées dans la campagne victorieuse pour le non au projet de traité établissant une Constitution pour l'Europe lors du référendum du 29 mai 2005, regroupées au sein des collectifs unitaires (son parti a signé l'appel du 11 mai 2005).
Candidate à l'investiture des collectifs, Marie-George Buffet est placée en tête par la majorité de ceux-ci lors de leur consultation, malgré la contestation d'adversaires pour qui le Parti communiste aurait effectué un « coup de force » en tentant de « s'approprier » les collectifs. Les modalités de vote prévoyaient cependant un « double consensus » (au sein des collectifs, puis des organisations). Le 10 décembre, sa candidature n'étant pas consensuelle parmi les organisations des collectifs, le rassemblement antilibéral se trouve dans l'impossibilité de désigner un candidat.

## Modalités de vote
Pour pouvoir voter à cette élection visant à définir la stratégie du PCF en vue de l'élection présidentielle et des législatives de 2007, il faut résider en France, avoir plus de 16 ans, plus de trois mois d'ancienneté au sein du parti et être à jour de ses cotisations. Les électeurs devront se déplacer dans les sections communistes locales, qui feront office de bureaux de vote.

## Consultation
Le PCF consulte ses militants le 20 décembre sur le maintien ou le retrait de la candidature de Marie-George Buffet. Les militants décident, dans un vote interne (à plus de 81 %), de la présenter « pour porter le rassemblement antilibéral à l'élection présidentielle ». Le lendemain, un collectif national se tient et constate que le désaccord entre les organisations parties prenantes du rassemblement persistait, et prenant acte qu'il n'y aurait pas de candidature unique de la gauche antilibérale à la présidentielle de 2007 (mais certains collectifs font le choix de soutenir la campagne de Marie-George Buffet).

## Campagne de Marie-George Buffet
Marie-George Buffet déclare, le 22 décembre à la télévision, qu'elle entre en campagne, puis se met en congé de la direction du PCF le 4 janvier 2007. Ainsi, elle affirme ne pas se présenter en tant que candidate du seul PCF, mais comme la candidate d'un « rassemblement populaire et antilibéral », laissant la porte ouverte aux autres organisations. Elle prend comme slogans, au cours de sa campagne : « Vivre mieux, on y a droit », puis « Une gauche courageuse, ça change la vie ! » et « Le 22 avril, le vote de gauche : Marie-George Buffet ».
Elle est remplacée par un collectif de direction de cinq personnes, le temps de la campagne : dans une optique de rassemblement, le but était d'élargir au-delà du seul électorat communiste. Le 5 janvier 2007, elle fait sa déclaration de candidature dans une école de sa circonscription du Blanc-Mesnil, en présence de militants du PCF mais aussi de syndicalistes (Didier Le Reste, Jean-Paul Israël) et de militants associatifs (Mouloud Aounit, président du MRAP, Camille Barré, militante LGBT).
Elle obtient largement les parrainages nécessaires, ainsi que le soutien public de près de 5 000 élus locaux. Elle se porte donc candidate à l'élection présidentielle de 2007.
Le 22 avril 2007, après une campagne concentrée sur la nécessité de créer une majorité et un gouvernement portant un projet véritablement à gauche[réf. nécessaire] (son programme ambitionnait notamment une hausse générale des salaires, de nouveaux services publics démocratiques, une sécurisation de l'emploi et de la formation permettant d'en finir avec le chômage, la régularisation des sans-papiers, une VIe République, etc.), elle est créditée de 1,93 % des voix au premier tour, soit le pire score jamais enregistré par un candidat communiste à cette élection, et arrive en 7e position (sur 12), après Philippe de Villiers et devant Dominique Voynet. Elle appelle alors à voter pour la candidate socialiste, Ségolène Royal. 
Réélue secrétaire nationale par un conseil national le 24 avril, elle prend l'initiative de proposer la tenue d'un congrès extraordinaire avant la fin de l'année, pour que l'ensemble des communistes puissent se poser les questions du rôle, de l'utilité et de la visée du Parti communiste aujourd'hui.